# Saint-Dizier-Leyrenne
Saint-Dizier-Leyrenne korábbi község Franciaország Új-Aquitania régiójában, Creuse megyében. 2019. január 1-jén Masbaraud-Mérignat korábbi községgel egyesült és az így létrejött Saint-Dizier-Masbaraud új község része lett.
Lakosainak száma 779 fő (2018. január 1.). Saint-Dizier-Leyrenne Aulon, Augères, Bosmoreau-les-Mines, Ceyroux, Châtelus-le-Marcheix, Janaillat, Masbaraud-Mérignat és Thauron községekkel határos.

## Népesség
A település népessége az elmúlt években az alábbi módon változott:
| Lakosok száma | 815  | 779  | 800  | 777  | 779  |
|               | 2013 | 2015 | 2016 | 2017 | 2018 |